# Italo-neozelandesi
Italo-neozelandesi sono gli italiani emigrati in Nuova Zelanda negli ultimi secoli ed i loro discendenti.

## Storia
L'emigrazione italiana nella Nuova Zelanda è sempre stata molto ridotta, anche se la presenza di italiani risale addirittura ai viaggi di James Cook (quando un italiano di nome Ponto fece parte del suo equipaggio).
Fino all'Ottocento furono poche decine gli italiani che arrivarono a vivere nelle isole, e quasi sempre tornarono nella vicina Australia.
Alcuni italiani, come Salvatore Cimino venuto da Capri nel 1839, si radicarono nei territori degli indigeni Maori, creandovi famiglie tuttora esistenti. Un altro italiano emigrato in quegli anni, di nome Nicola Sciascia, ha attualmente 2.000 discendenti tra i Maori, che si riuniscono periodicamente per celebrare i loro legami.
La maggioranza si dedicò all'agricoltura (specialmente della vite) ed all'allevamento, ma alcuni anche alla ricerca dell'oro ("Garibaldi Diggins", cioè Miniere Garibaldi).
Nei primi decenni del Novecento vi era quasi un migliaio di italiani in Nuova Zelanda, concentrati ad Auckland, Wellington e Nelson.
Molti furono perseguitati (ed alcuni anche internati) durante la seconda guerra mondiale:
Dopo la guerra, specialmente dopo gli anni settanta, tutti gli italiani si sono integrati con successo nella società neozelandese.

## Comunità italiana
Il primo tentativo di organizzare un'immigrazione di massa degli italiani fu fatto nel 1870 dal governo neozelandese, ma fu un mezzo fallimento. Alcune centinaia di italiani furono portati dall'Italia per fare lavori manuali faticosi, ma si dimostrarono inadatti e finirono per tornare quasi tutti in Europa.
Invece l'emigrazione italiana ebbe successo quando attuata con "richiamo di parenti e amici". In pratica, un italiano iniziava un'attività che aveva successo (per esempio, in commercio o viticoltura) e successivamente "chiamava" altri dall'Italia per ingrandire la sua attività.
In questa forma (detta in inglese migration chains, cioè "catene emigratorie) si crearono importanti comunità neozelandesi:
- Pescatori dall'isola di Stromboli crearono nell'Island Bay, vicino a Wellington, una località conosciuta come "Little Italy".
- Contadini dalla provincia di Potenza si radicarono a Nelson, coltivando pomodori.
- Agricoltori dal Veneto svilupparono piantagioni nella fertile Valle di Hutt.
- Minatori da Belluno svilupparono cittadine minerarie nel West Coast.
- Lombardi dalla Valtellina crearono aziende agricole, produttrici di latticini, a Taranaki.
- Altri cittadini immigrati italiani provengono principalmente dalla Campania, per lo più dalla zona di Sorrento, Vico Equense e Massa Lubrense.

Attualmente gli italo-neozelandesi sono concentrati per l'ottanta per cento nelle città di Auckland e Wellington, e sono principalmente tecnici, commercianti ed imprenditori. Negli ultimi decenni è venuto meno il risentimento contro gli italiani provocato dalla guerra di Mussolini contro l'Impero inglese.
Gli italiani residenti in Nuova Zelanda sono 2.216 nel 2007, secondo le Statistiche dell'AIRE del Ministero degli Esteri italiano.

### Organizzazioni italiane
Il primo Circolo italiano, "Garibaldi Club", fu fondato a Wellington nel 1882 ed è ancora attivo.
Nel 1955 fu fondata la "Dante Alighieri" ad Auckland, per promuovere la lingua e cultura italiana presso gli Italo-neozelandesi.
Inoltre, a Nelson esiste dal 1937 il "Club Italia", dove si svolgono festival e concerti famosi in tutta la Nuova Zelanda.

## Statistiche
I censimenti neozelandesi mostrano la seguente consistenza della comunità italiana:
- Censimento 1874: 280 individui
- Censimento 1901: 428 individui
- Censimento 1951: 1.058 individui
- Censimento 2001: 1.440 individui
- Censimento 2006: 1.539 individui

Nel censimento del 2006 si sono dichiarate di etnia italiana 3.114 persone. I neozelandesi con discendenza italiana sono circa 30.000.